# Enfrontaments d'Odessa de 2014
Els enfrontaments d'Odessa de 2014 van ser una sèrie de manifestacions i avalots esdevinguts després de la revolució ucraïnesa entre sectors ucraïnesos favorables i contraris a l'Euromaidan. La violència, desfermada entre el 2 i el 4 de maig d'aquell any als carrers d'Odessa, va deixar un resultat de 48 morts, 247 ferits i 173 detinguts, fet pel qual alguns mitjans van qualificar-la com la «massacre d'Odessa».

## Història

Regió d'Odessa a Ucraïna

### Precedents
Els enfrontaments formen part de les protestes prorusses a Ucraïna de 2014, que van néixer com a reacció a l'Euromaidan. Després de l'Euromaidan de finals del 2013 i la fugida i destitució del president Ianukòvitx el 2014, moltes regions russòfones de l'est i del sud del país van protestar en contra del nou govern. L'óblast d'Odessa va romandre en calma, amb algunes manifestacions esporàdiques tant de grups pro-Maidan com anti-Maidan. El 3 de març de 2014, alguns manifestants van irrompre a l'edifici administratiu de la regió d'Odessa reclamant un referèndum sobre l'establiment de la República Autònoma d'Odessa.
A mesura que la situació es deteriorava a l'óblast de Donetsk, protestants pro-Maidan van decidir manifestar-se a Odessa.

### 1 de maig
Una multitud va marxar pels carrers del centre d'Odessa l'1 de maig, Dia Internacional dels Treballadors, amb pancartes que afirmaven «Odesa és una ciutat heroica», «Referèndum!» i «El feixisme no passarà». La desfilada va arribar fins a la plaça Camp de Kulikovo, on els activistes del moviment Alternativa Popular tenien un campament per a recollir signatures en suport d'un referèndum sobre la descentralització del poder, l'oficialitat de la llengua russa, la direcció de la política exterior del país i exigint l'alliberament dels seus companys detinguts pel Servei de Seguretat d'Ucraïna.

### 2 de maig
Es va convocar una manifestació a les 14.00 hores a la plaça de Sobornaia per a defensar la unitat nacional on van acudir unes 1.500 persones, incloent hooligans dels clubs FC Txornomorets Odessa i FC Metalist Khàrkiv, juntament amb membres del grup d'extrema dreta Pravi Sèktor. A mesura que anaven marxant pel carrer Deribasovskaya, els hooligans dels dos equips van començar a cantar l'himne d'Ucraïna i cridant eslògans patriòtics com «Odesa, Khàrkiv, Ucraïna» i diverses cançons en contra del president rus Vladímir Putin. Els observadors de l'Organització per a la Seguretat i la Cooperació a Europa van informar que van veure un centenar d'activistes unionistes amb roba de camuflatge, pals i escuts participant a la marxa.
Els assistents van dir als periodistes que s'havien assabentat a través de les xarxes socials que «els partidaris anti-Maidan estaven trucant a tothom per reunir-se i esclafar la marxa unionista». Una de les pàgines demanava als seus partidaris d'Odessa de «seguir l'exemple de Donetsk», en referència als atacs prorussos que havien tingut lloc contra manifestants proucraïnesos a Donetsk pocs dies abans. Un pamflet que deia que els grups prorussos «defendrien Odessa dels pogroms» es va distribuir pels carrers de la ciutat abans de la manifestació.
Segons les autoritats ucraïneses, un autobús de separatistes prorussos va ser detingut mentre intentaven entrar a la ciutat; el grup que anava a l'autobús va ser alliberat immediatament per ordre d'un alt comandament de la policia.
Proucraïnesos i prorussos es van enfrontar en combats de carrer, llençant-se pedres i còctels molotov, i van construir barricades per tota la ciutat. Hi havia persones armades als dos bàndols. Segons els mitjans ucraïnesos, la primera víctima va ser un manifestant proucraïnès que va rebre un tret d'una arma automàtica.

#### Incendi de la Casa dels Sindicats
A mesura que s'estenia la informació sobre les primeres víctimes entre els partidaris d'una Ucraïna unida, es va instar a les xarxes socials a dirigir-se al Camp de Kulikov per a destruir el campament anti-Maidan. Els activistes anti-Maidan van ser superats en nombre pels manifestants proucraïnesos, i el seu campament davant de la Casa dels Sindicats va ser atacat i incendiat. Això va forçar els ocupants del campament a refugiar-se a l'edifici per protegir-se de la multitud. L'edifici de cinc plantes d'alçada és la seu de la Federació Regional d'Odessa dels Sindicats, al centre de la ciutat.
Segons els proucraïnesos, els prorussos van disparar contra els manifestants del carrer. Tot i això, un informe oficial, dut a terme per la policia va indicar que no es van trobar armes dins de l'edifici. En canvi, la multitud proucraïnesa va disparar armes de foc i llençar còctels molotov contra l'edifici, provocant-ne l'incendi.
El foc va començar a la segona i tercera planta de l'edifici, i es va estendre ràpidament. S'enviaren a l'escenari del crim tretze unitats de bombers però no foren capaces d'atansar-s'hi pel gran nombre de manifestants al voltant de l'edifici. Algunes persones de l'edifici van saltar per les finestres, i altres es van refugiar a la teulada atrinxerant-se i negant-se a sortir.

#### Víctimes
31 persones van morir atrapades pel foc a l'edifici. En total, 48 persones van morir el mateix dia com a resultat dels enfrontaments. La policia va afirmar que almenys tres persones havien mort tirotejades. El personal de l'hospital va informar que 174 havien resultat ferides, i 25 es trobaven en estat crític. 173 persones van ser detingudes pel conflicte, i 38 militants prorussos van ser detinguts per la policia després d'haver evacuat l'edifici en flames.
El ministre de l'Interior va manifestar el 2 de maig que la identitat de la majoria de víctimes no s'havia pogut determinar, encara que es tractava de ciutadans provinents de Transnístria. L'oficina a Odessa del ministeri de l'Interior va emetre un comunicat el 3 de maig en què afirmava que havien pogut identificar vuit de les víctimes de l'incendi i que eren totes d'Odessa.

### 3 i 4 de maig
Les autoritats locals van decretar tres dies de dol en record als que van perdre la vida en els enfrontaments. El president d'Ucraïna, Oleksandr Turtxínov, va decretar també dos dies de dol nacional per les víctimes i pels que van morir durant la contraofensiva governamental a l'óblast de Donetsk.
El dia després de la massacre, manifestants prorussos i proucraïnesos es van trobar davant de la Casa dels Sindicats incendiada. Uns 2.000 manifestants prorussos van cridar «Odesa és una ciutat russa». Atès que la presència policial va ser força notòria, només es van produir algunes escaramusses menors entre manifestants.
El 4 de maig centenars d'activistes prorussos es van manifestar a la seu la policia a la ciutat envoltant l'edifici per a exigir la posada en llibertat dels manifestants detinguts i les forces de seguretat van alliberar els arrestats. Davant els manifestants, 67 activistes, tots residents d'Odessa, van ser posats en llibertat. Entre els alliberats hi va haver diversos supervivents del mortífer incendi del 2 de maig.

## Investigacions posteriors
El 6 de maig, el candidat presidencial Petrò Poroixenko va informar els periodistes que durant una sessió a porta tancada de la Rada Suprema es van presentar proves que «una substància tòxica» s'havia introduït a la Casa dels Sindicats per a augmentar el nombre de víctimes, i que els esdeveniments es van organitzar per endavant per funcionaris russos i locals.
La investigació va seguir el seu curs, i el 19 de maig, el viceministre de l'Interior i investigador en cap, Vitaliy Sakal, va explicar als periodistes que s'havien trobat restes de cloroform a l'interior de l'edifici i que, a més, havien atribuït 32 morts a la inhalació d'una substància encara no identificada. Sakal va afegir que la barreja que contenia cloroform havia estat a la Casa dels Sindicats durant diversos dies. També va dir que estava en marxa una investigació per a determinar l'origen de la substància, i que els investigadors havien sol·licitat a l'ambaixada israeliana que els proporcionés professionals qualificats per ajudar-los en la matèria.
L'endemà de l'incendi, el Ministeri de l'Interior va emetre un comunicat on s'indicava que 172 persones havien estat arrestades. També s'afirmava que era evident que el conflicte s'havia preparat meticulosament a partir del fet que la majoria de detinguts identificats eren nacionals russos i residents de Transnístria. Durant els arrestos la policia va confiscar armes de foc i una quantitat important de líquid incendiari. El mateix dia, Vitali Yarema, viceprimer ministre d'Ucraïna, va dir que hi havia estrangers tant entre els participants de les manifestacions com entre les víctimes.
Segons el Servei Secret d'Ucraïna (SBU), en els enfrontaments van estar involucrats «grups militars il·legals» i mercenaris, que es van coordinar a Transnístria amb grups subversius russos, i van ser finançats per exmembres del govern de Ianukòvitx. La portaveu de l'SBU, Katerina Kosareva, va apuntar que «la subversió a la ciutat ucraïnesa d'Odessa va ser finançada per antics alts càrrecs, amb l'objectiu de pertorbar l'estabilitat al sud d'Ucraïna: els seus organitzadors planejaven que seria l'inici d'una inestabilitat a gran escala a la resta de regions meridionals del nostre país».
Vladímir Nemirovski, portaveu del govern regional d'Odessa, va declarar que la massacre podria haver-se evitat si la policia hagués complert les seves obligacions, i va acusar-la d'incitar la confrontació i acceptar suborns per a posar-se de part dels separatistes, atès que diversos policies van ser vistos portant els braçalets rojos dels manifestants prorussos. A més, dotze polítics locals van ser arrestats per col·laboració amb els esdeveniments.
D'altra banda, el diputat de l'assemblea legislativa d'Odessa, Vadim Savenko, va provar que els suposats seguidors de futbol eren en realitat militars que servien als batallons Tormenta i Dniéper-1 reclutats per les organitzacions ultranacionalistes. En començar els enfrontaments portaven insígnies pròpies dels hooligans però després i fins al final dels disturbis van aparèixer amb uniforme, portant equips de protecció, armilles antibales i armes de foc.
El 2 de maig del 2015, els familiars van recordar les 46 persones víctimes de la massacre d'Odessa i van col·locar flors a la Casa dels Sindicats mentre reclamaven justícia. Més de tres mil policies i militars van ser desplegats per tota la ciutat.